# 十河正博
十河 正博（そがわ まさひろ、1949年10月15日 - 2014年3月24日）は、栃木県出身のサッカー審判員。元FIFA（国際サッカー連盟）国際審判員。

## 来歴
栃木県立壬生高等学校から仙台大学に進み、卒業後に栃木に戻って県立学校の保健体育の教諭となり、日光高校（現・日光明峰高校）、宇都宮南高校、宇都宮北高校などで教鞭を執る傍ら、サッカー部監督としても指導に当たった。その一方で、栃木教員サッカークラブ（現在の栃木SCの前身）で選手としてもプレーし、1980年の第35回国民体育大会（栃の葉国体）では成年男子の部の栃木県チーム主将として地元開催大会での優勝に貢献した。
選手・指導者としてサッカーと関わる一方でサッカー審判員の道を志し、1979年に日本サッカー協会 (JFA) の1級審判員の資格を取得。1986年からはFIFAの国際審判員としても活動した。日本国内では日本プロサッカーリーグ（Jリーグ）の発足時から主審として携わり、プレ大会として行われた'92 Jリーグヤマザキナビスコカップの決勝・ヴェルディ川崎vs清水エスパルス（1992年11月23日・国立霞ヶ丘競技場）で主審を務めた ほか、Jリーグ開幕節の鹿島アントラーズvs名古屋グランパスエイト（1993年5月16日・茨城県立カシマサッカースタジアム）の主審も務めた。
2010年2月、還暦を迎えたのを機に栃木県高等学校サッカー新人大会の決勝戦を持って審判員を引退。審判員の晩年にはJリーグのマッチコミッショナーを務めていた。
2014年3月24日、病気のため逝去。享年64歳。3月30日のJ2第5節・栃木SCvsジュビロ磐田戦（栃木県グリーンスタジアム）の前に黙祷が捧げられた。

## エピソード
- Jリーグで審判を務める相樂亨・高山啓義は宇都宮北高校時代の教え子。特に相樂には「お前は副審になれ」「若い副審が足りない」「お前は副審に向いてる」と、副審の道を目指すことを強く勧めた[6]。
- 晩年は栃木県サッカー協会で審判委員長を務めた[1]。現在も、その年に最も栃⽊県のサッカー審判界に貢献した人物に贈られる「十河正博賞」にその名前を遺している[7]。